# 玉山前峰
玉山前峰（ぎょくざんぜんぽう）は台湾にある山で、南投県信義郷と嘉義県阿里山郷の境にあり標高3,239m。玉山の最西端に位置し、玉山群峰の一峰で、「前峰」とも呼ばれる。日本統治時代には前山、新高前山と呼ばれた。

## 概要
玉山前峰は台湾百岳の中で67位だった。